# Leila Khaled

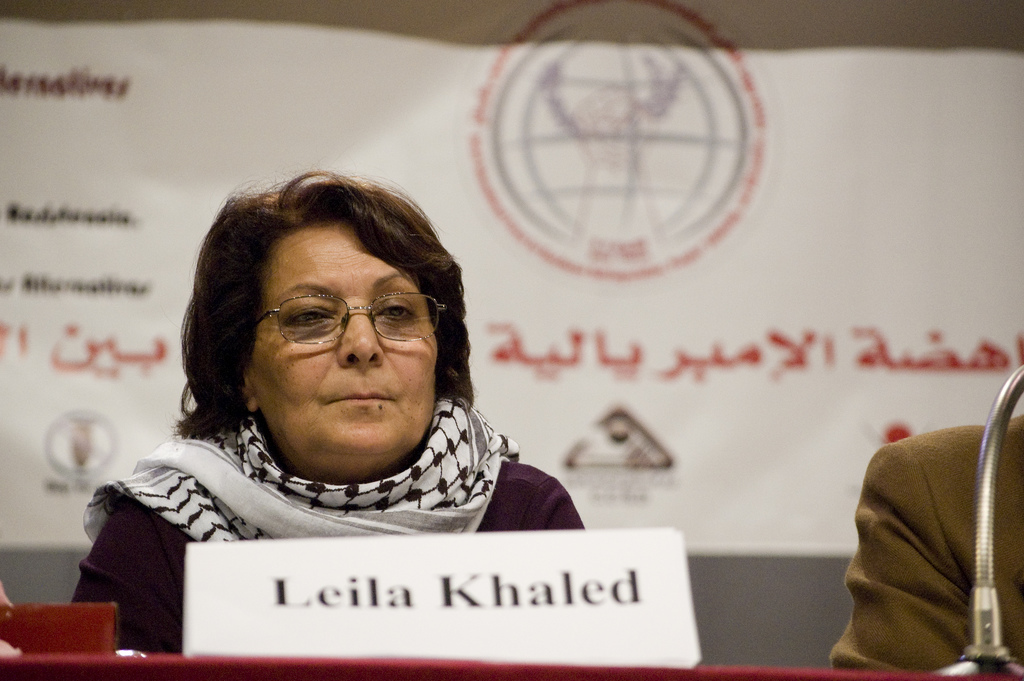
Leila Khaled in 2009

Leila Khaled (Arabisch: ليلى خالد) (Haifa, 9 april 1944) is een Palestijnse vrouw en bekend als eerste vrouwelijke vliegtuigkaper. Heden ten dage is zij lid van de Palestijnse Nationale Raad, het wetgevend lichaam van de Palestijnse Bevrijdingsorganisatie (PLO).
In de Arabisch-Israëlische Oorlog van 1948 vluchtte ze met haar ouders uit Haifa naar Libanon. Al op 15-jarige leeftijd werd ze politiek actief en in 1967 trad ze na de Zesdaagse Oorlog toe tot het toen net opgerichte Volksfront voor de Bevrijding van Palestina van George Habash.
Op 29 augustus 1969 werd ze wereldwijd bekend door de kaping van de TWA-vlucht 840 van Rome naar Athene. Ze dwong de bemanning over Haifa, haar geboortestad, te vliegen met als doel om in Tel Aviv te landen. De Israëlische regering gaf geen toestemming tot landen, waarna de Boeing 707 uitweek naar Damascus. Hier moesten passagiers en bemanning het vliegtuig verlaten, waarna het werd opgeblazen. De passagiers werden vrijgelaten, maar zes Israëlische passagiers werden door Syrië als gijzelaar vastgezet en later tegen 13 krijgsgevangen uitgewisseld.
Op 6 september 1970, tijdens de Zwarte September, voerde Leila Khaled haar tweede en laatste vliegtuigkaping uit op vlucht El Al 219 van Amsterdam naar New York. De poging mislukte omdat een Israëlische veiligheidsman aan boord een van de medekapers, de Nicaraguaan Joseph Arguello, doodschoot. Leila Khaled werd overmeesterd nadat zij een handgranaat had gegooid, die niet afging. Na deze poging landde het vliegtuig in Londen. Op 1 oktober 1970 werd ze bij een gevangenruil vrijgelaten.
In de jaren zeventig bereikte Khaled een cultstatus; haar foto was zeer bekend. In latere jaren bezocht zij met enige regelmaat Europese landen om te spreken op manifestaties.
Khaled is marxist en ongelovig. In een interview in 2014 zei ze: "Ik bekritiseer religie niet publiekelijk, maar ik geloof er niet in."